# まぼろし博覧会
まぼろし博覧会（まぼろしはくらんかい）は、日本の私設テーマパーク。静岡県伊東市富戸の国道135号沿いに所在する。総合出版社のデータハウスの社長である鵜野義嗣がプロデュースすると共に、「セーラちゃん」の名で自ら館長を務めている。伊豆のB級スポットとしてインターネットやニュースサイトで話題を呼んでおり、B級スポットとしては日本国内最大級との声もある。

## 沿革
出版関係を中心に「ねこの博物館」「怪しい少年少女博物館」など博物館事業にも力を入れているデータハウスが、閉園した熱帯植物園「伊豆グリーンパーク」跡地で計画と整備を進め、2000年代初めから土地の所有者と交渉を重ねた。約10年の交渉の末、2011年（平成23年）2月に土地と建物を購入し、同2011年7月16日に開館した。伊豆グリーンパークは、敷地面積約1万4500平方メートルに10の温室があり、高さ10メートル以上の温室2つを取り壊し、残りを修理して利用された。改装費は1億5000万円が費やされた。工期3か月間と短期間だが、これは同2011年の東日本大震災の影響もあった。
約10年の交渉の間にも、三重県にあった元祖国際秘宝館や鎌倉シネマワールドなど、閉館する秘宝館やテーマパークの展示物を買い取って倉庫に収めていた。その数はトラック約100台分に昇った。秘宝館から引き取った際は、トラックで7回かけて運搬し、外車1台分ほどの費用を費やしたという。
先述のレトロテーマパーク「怪しい少年少女博物館」とは、姉妹館にあたる。「怪しい少年少女博物館」は敷地面積に限界があり、入り切らない展示物があった上、展示を細かく修正しても誰も気づかないため、新たに広い場所を要したことも、本館の開館の理由の一つに挙げられる。

## 特徴
コンセプトは「キモ可愛い」であり、公式ウェブサイトの各ページにも「キモ可愛いパラダイス」「キモ可愛いの楽園」「アホとボケの楽園」など、怪しげな文句が並んでいる。他にも「アンポンタン共和国」「怪しい秘密基地」など、多くの異名を持つ。
館長の鵜野義嗣によれば、世間には面白いものが多数あるが、いずれはすべてが無くなると考え、昭和の家具や食器、新聞の折り込み広告に至るまで、日常で目にする普遍的なものから、あまり見かけない極端な物まで、現実の社会にあったものは全部集めたいと思って始めたという。
全体のコンセプトは、先述の「怪しい少年少女博物館」と同じだが、おたくや懐古趣味を持つ客向けでコレクターの世界とされる同館に対し、本館は子供から老人まで、1人残らず笑顔にしようとの狙いがある。つまり仲間内だけに褒めてもらうのではなく、知らない人、興味のない人への挑戦であり、多くの人を楽しませることが狙いとされる。
植物園跡を利用しているため、敷地面積が非常に広いことが、特徴の一つに挙げられる。その広い空間に、多数の展示が詰まっているため、密度が濃く、ゆっくり見れば3時間から4時間は余裕でかかるともいわれる。鵜野によれば、坂道や階段のある立体的な場所としての当地に魅力を感じ、自分が子供の頃の夢と実体験とを織り交ぜた世界を作り上げたかったという。
展示物は、先述の通り閉鎖したテーマパークから譲り受けたほか、骨董品店やインターネットオークションなどで収集している。展示内容の拘りとしては、鵜野は高価なもの、経済的な価値のある物には興味は薄い。昭和の文化であっても、家具などよりむしろ、広告やゴミこそが文化であり、面白いと感じている。展示は壊れても修理せず、その方が面白いという。「何でもあり」の展示ではあるが、違法な物、危険なものは禁止としている。
元が植物園のため、館内は冷房が無く、夏季は室温40度から45度以上と、非常に暑い。公式には「人間たちが豊かさだけを求めた末に見失ったものを想い、大自然の環境をリアルに味わうため、敢えて館内を自然環境に近づけてある」とされている。また、雨天には雨漏りがする。鵜野は「今どき雨漏りする施設は珍しい。こんな暑さを体験できるのはラッキー」と前向きに発言している。
鵜野は「どこにもないさまざまな展示品を用意し、『夢か、うつつか、幻か』と思ってもらえるような施設を目指している。多くの人が楽しむことができる不思議な世界をつくっていく」「自分の趣味をただ見せるだけでなく、より多くの人が楽しめるような空間をつくっていきたい」と話している。一方で館内のスタッフは、本館の経緯や内容について「ここは小難しく考えちゃダメ。何も考えずに、ただ『感じなさい』」「この施設を説明しろって言われても難しいですよ（笑）」「考えたこともなかった」などと語っている。
鵜野自身、セーラー服おじさん（安穂野香）の来館を機に、2015年頃からセーラー服の着用を開始して「セーラちゃん」を名乗っており、セーラー服に飽きた後にはボディコン、人魚姫、少女椿など、様々なコスプレで来園者を楽しませ、道路に向かってジュリアナ東京のようなダンスを踊るなど、自ら名物となっている。鵜野によれば「（『まぼろし博覧会』は）『癒し』と言ってくれる人もいる。（自分が）気持ち悪いくらいかわいい格好をして、お客さんに喜んでもらえるのが最高に気持ちいい」という。

## 展示内容

秘宝おじさん（改造版）

トモダチ神社（右）と美少女神社

二股神社

館内は複数のエリアゾーンに大きく分かれている。来園者は基本的に、順路に従ってエリアを巡る。エリアごとに非常に奇怪、過剰、シュールな展示が並んでおり、それらの深みが先に行くほどに増してゆく。
入館前の通路、つまり入館料を払う前の無料の時点でも、元祖国際秘宝館のマスコットであった「秘宝おじさん」を改造した人形、「トモダチ神社」と称する宇宙人のような人形、「美少女神社」の立札と共にセーラー服姿のゴリラの人形、2人の女を抱く男の人形「二股神社」、カビだらけの婦人警官の人形、「雨ガッパを来たカッパ」と誤字のままの看板など、奇妙な展示が多数並ぶ。入口の前の時点で来園者が唖然としていたとの声もある。
展示物は恐竜の置物から、巨大な聖徳太子像、何らかのミイラ、SFを髣髴させる物、古代遺跡のレプリカ、意味不明な物など、非常にバラエティに富む。エリアによって音楽と雰囲気は全く異なり、館内を見ている間、退屈させないことが心がけられている。また先述の通り、秘宝館から譲り受けた展示物も多いため、昭和期に多数あったにもかかわらず21世紀にはほとんど閉館した秘宝館の展示物も、その一部を本館で閲覧可能である。なお館内の展示物は、すべて撮影が許可されている。
鵜野にとっては、数々の展示物の中で一番のお気に入りといえる展示物は無い。1個で数百万円するものも無くはないが、本館ではそれが価値ではなく、豊富にあることこそが大事だという。
展示品やレイアウトは、頻繁に変更される。複数回訪れた来園者からは「来るたびに展示が増えたり手が加えられたりしている」「3年ぶりに来たら、展示が非常に増えていて驚いた」との声もあ    る。2011年開館時点では「展示内容を徐々に追加し、約10年かけて全施設の完成を目指す方針」と言っていたが、2016年時点においても「使ってない土地がまだあるから、展示を拡張しながら、これから10年から20年は遊べる」と言い、2017年（平成29年）3月時点でも、展示物以外に多数の物品が倉庫に眠っていたという。「留まってしまうと寂れてるように見え、やる気がないように見える」「それでは続かないし、誰も来ない」と語っている。
展示物の総数については、2021年（令和3年）10月時点で鵜野が「2万点か、もっと超えている」と話しており、来客に総数を尋ねられたときは「良かったらお客さん数えてください」と言うと、「いやー……」って言われて終わりだという。
以下、2018年（平成30年）12月時点の展示構成「密林にたたずむ大仏と古代文明」「昭和の時代を通り抜け」「悪酔い横町」「魔界神社・祭礼の夕べ」の4つについて解説する。本節中の画像も、2018年12月時点の撮影による。

### 密林にたたずむ大仏と古代文明

巨大な聖徳太子像

温室で育てられた熱帯植物が生い茂る中で、ピラミッド、ストーンヘンジ、エジプト神話の神々、モアイ、日本の城などの模型が無造作に展示されているエリアである。時代の時系列に沿っての表現がある一方で、時代も地域もバラバラになっている展示もある。
まぼろし博覧会の象徴的存在とされ、鵜野の最も推奨する展示物が、巨大な聖徳太子像である。全高11.5メートルにおよび、その頭頂は館の天井にまで届く。パンフレットによれば世界最大ともされる。鵜野によれば、別のイベントで使われた大仏の美術品を貰い受けて聖徳太子に改造したもので、購入費は2000万円、建設費約1000万円という。館内には12個に小さく分割して運び入れたが、それでも大きすぎたために、頭頂部分が削り取られており、その削り取った頭頂部分も別の場所に無造作に展示されている。
子供にトラウマを与えるようなオブジェも多く、地元民の中には「悪いことするとまぼろしに連れていくよ」と子供を躾ける親もいるという。

### 昭和の時代を通り抜け

昭和の家庭を再現したジオラマ

昭和から平成までの世相を再現したエリアである。1945年（昭和20年）以降の各年のベストセラー、当時の流行のポスター、ストリップの広告、看板、レコードのジャケット、玩具、歴代の人生ゲーム、野球盤、話題の人物の人形、手打ち式のパチンコ台、1970年（昭和45年）の日本万国博覧会の陳列品など、懐古趣味を感じさせる年代物の貴重な品が多数並ぶ。特に、映画の宣伝ポスターと商品広告のポスター類は掲示数が多く、細かに見ると、それだけで半日以上かかりそうな程のボリュームがある。
中には、昭和時代の8ビットパソコンやファミリーコンピュータと共に、PlayStationやセガサターンやXboxが混ざっていたり、長嶋茂雄の現役野球選手時代のポスターと共に『遊戯王』やポケモンカードなど、平成の商品も時代錯誤の如く混ざっている。
一般家庭、教室、引きこもり、銭湯といった昭和時代の生活を再現したジオラマも並ぶ。展示されている小物もすべて本物で、当時の本、欠けた茶碗、薄汚れた手拭いなど、細部が非常に拘られている。懐古主義のマニアはもちろん、当時を知る年代の来園者、知らない若い世代の来園者にも、昭和の生活文化と風俗を知ることができると行った側面も持ち合わせている。

### 魔界神社 祭礼の夕べ

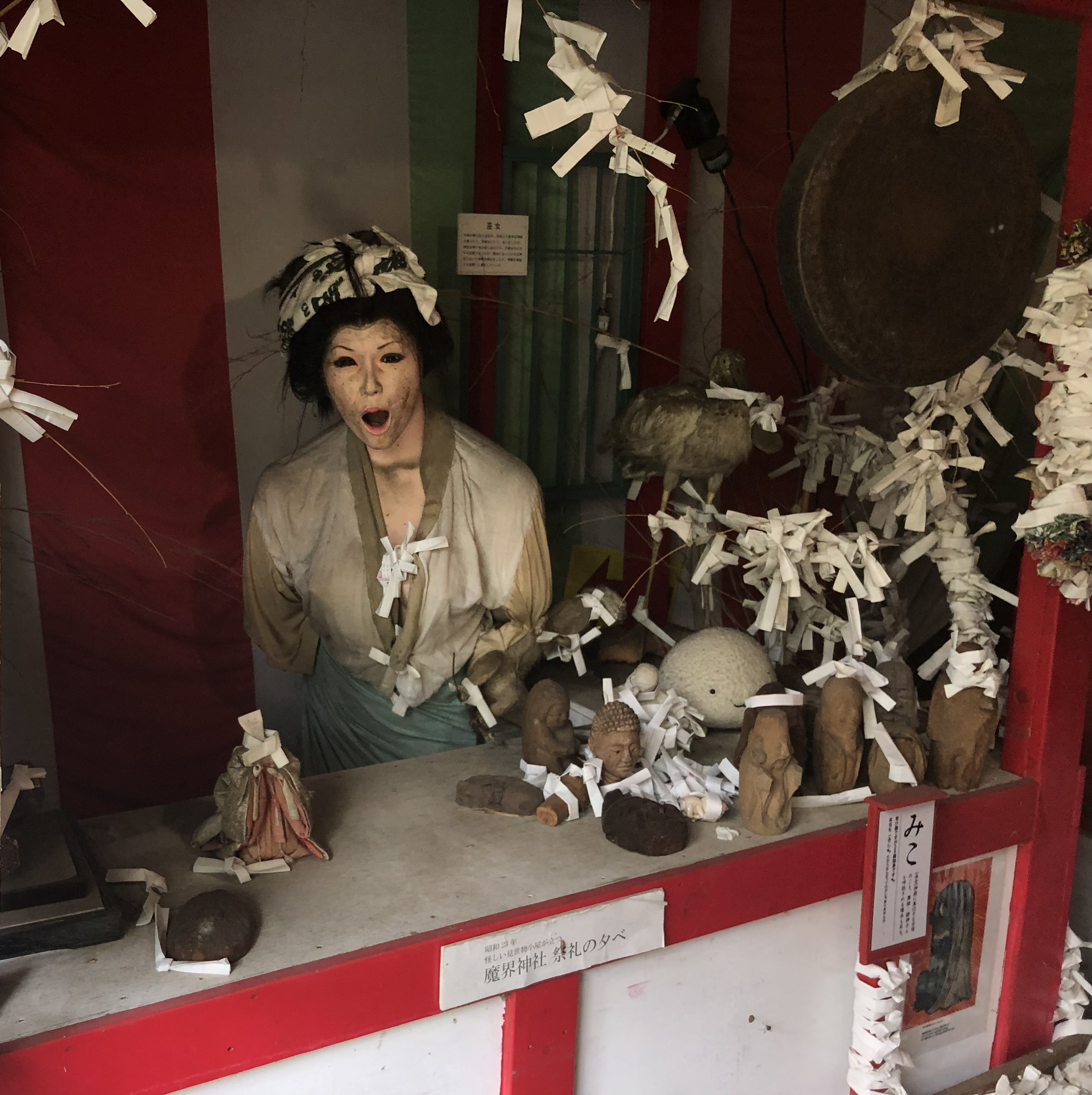
入口に展示されている「みこ」（2023年6月撮影）

昭和エリアのにぎやかさとは対照的に、怪しい雰囲気が漂うエリアである。新生児や動物の剥製、クジラの性器、グロテスクとエロティシズムの強い展示品が並んでいる。テレビ放送にあたっては、大部分が放送禁止である。剥製の類は、すでに製作や流通がほとんど無い物が多く、廃館となった秘宝館の展示物を引き取ったものと考えられている。
妊婦の子宮内にいる胎児の状態を月齢ごとにシースルーで再現した模型、180センチメートル級の巨体の人形、理髪用の多数のマネキンなども目を引く。
藁人形に五寸釘を打ち込んで人を呪い殺す丑の刻参りのリアルな展示もある。藁人形と五寸釘のセットは受付で販売されており、会社員の来館者が職場の上司を呪った形跡も多い。
ここと次項の「悪酔い横町」が、館内で最も変わっているともいわれる。後述するようにきゃりーぱみゅぱみゅは本館の大ファンで、特にこのエリアを最も好んでおり、作品ごとのタイトルが独特で、それを予想しながら見るのが楽しいことがその理由だという。

### 悪酔い横町

壊れたマネキンが修理されずに無造作に展示されている

2014年に設けられた、比較的新しいエリアである。こちらも、秘宝館から買い取ったらしきエロティックな人形が並ぶ。腕の壊れた人形も、修復しないまま「傷だらけの天使」と称して強引に展示されている。
「排便排尿再利用機」「人糞爆弾うんこ号」「改造人間チンパン人」など、小学生の男子が考えるような人形も多い。流血や傷があったり、手足が体から離れていたりと、ホラー映画の登場人物を髣髴させる人形もある。
中には、「基地局との接続が切れて、スマートフォンが圏外になる」と書かれたボタンを押すと本当に圏外になるという、「ハッカー寺小屋」と称したハイテク展示も混ざっている。

#### 村崎百郎館

魔術師をイメージした村崎百郎の等身大人形

鬼畜系ライターといわれる村崎百郎（2010年没）の世界を再現したエリアである。2014年4月27日、「悪酔い横町」内にオープンした。妻の森園みるくによれば、2011年に村崎の没後に遺品を整理していたところ、データハウスの編集者がそれらに面白味を感じ、新たな施設の開設をもちかけたことがきっかけという。2013年6月から作業を開始し、翌2014年4月末に完成した。森園によれば、村崎の生前にマンションを売った金、村崎の生命保険金をすべてこのために使い果たしたという。
展示は、村崎のライフワークだった「ゴミ漁り」、「編集者・黒田一郎（村崎の本名）」、村崎が最も大事にしていた「魔術」の3つの部屋に分かれている。また、村崎がオカルト雑誌の『ムー』などを好んでいたこともあり、様々なアーティストの不思議な作品が並ぶギャラリー「未確認生物UMA博覧会」を併設している。
プロデュースは、村崎が編集者として勤めていたころのペヨトル工房の代表であった今野裕一の推薦で、廃品や骨董品をスチームパンク系の芸術品に作り変えることに長ける現代芸術家のマンタムが手がけた。このマンタム、および村崎と親交のあった漫画家の根本敬の助言により、村崎が複数の顔をもっていたとして、3つの展示が製作されることとなった。

### 土産店
缶バッジのようなごく普通の土産から、捕虫網と虫かごならぬ「幽霊捕獲アミ」と「火の球かご」、「検便用糞入箱」（かつて学校での検便をマッチ箱に入れて提出したことを再現した物）、「呪いの藁人形」、「ビンボー神」、「謎の人形ストラップ」など、個性的な土産品も並んでいる。お勧めとされる土産は、怨霊が封じ込められていると称する「怨霊のビン詰」である。

## イベント
本館では不定期に「正月祭り」や「桃桜祭り」など、様々なイベントが催されている。2015年（平成27年）8月は期間限定の文化祭が開催され、一般参加者による展示コーナーとして子供の頃の落書き、ポルノ雑誌などが展示されたほか、エスパー伊東が鵜野の友人として無償でステージを演じた。
2016年（平成28年）1月には正月祭りが開催され、特製汁粉「南蛮渡来バテレン汁粉」が振る舞われた。鵜野は「美味しい物しか入っていないから美味しい」と称したが、あんパン、カステラ、シュークリーム、最中、大福などを煮込んだ独特な味の物であった。同年夏には真夏の文化祭と称して「アホの祭典」が開催された。
2017年7月は開館6周年を記念した「6周年記念感謝おもてなし」として、来園者にイチゴや焼肉のたれなど40種のシロップを用意したかき氷が振る舞われた。2018年8月も、「セーラちゃん（鵜野）と遊べるイベント」として「真夏のキモ可愛い文化祭」を開催した。
ほかにも真冬のイベントで、扇風機を3つ回して風を吹きかけながら、摩り下ろしたカボチャをかけたかき氷を食べるなど、流行とは異なる個性的なイベントに拘っている。

## アクセス
バスでは、JR伊東駅から、伊豆東海バス5番「ぐらんぱる公園行き（シャボテン公園経由）」にて「梅の木平」バス停で下車。乗車時間は約30分。
自家用車では、東名厚木ICから、小田原より伊東方面へ国道135号を経由して約120分（国道135号沿い）、または東名沼津ICか新東名長泉沼津ICより伊豆縦貫道、県道12号経由で約70分。
バスは1時間に1本とやや不便であるため、自家用車かタクシーが推奨されている。駐車場は30台、無料。なお館内は坂や階段があるため、車椅子使用者は介護者が2名必要とされる。

## 反響
鵜野によると、来園者は年間約3万人で、平日は50人、祝休日は100人から800人という。20歳代の女性が最も多く、毎週欠かさず来る常連も多い。スタッフによると、根強いファンが多く、北海道や沖縄から泊まり込みで来ることもあるという。
ニュースサイトなどウェブサイトによる取材では、「異様」「怪しい」などと報じられながらも、その独特の雰囲気に魅了される客も多い。物好きな人、サブカルチャー好きな人に対して強く勧める声もある。姉妹館である「怪しい少年少女博物館」と共に見学する来園者も多い。
SNSでは「トラウマになる置物があるので、お子さん注意」との声もある。2018年6月には、来園者がTwitter上で「入館して5分で精神破壊を起こすと評判」「完全に現世と切り離されている。ここはだめだ」と投稿したところ、2018年6月時点で7万件超のリツイートを獲得し、話題を呼んだ。

## メディア
廃墟などの珍スポットやローカル情報の提供で人気を誇るトラベルカルチャー誌「八画文化会館」では、第4号において「日本で裏の観光資源がこれだけ集まった場所は伊豆しかない」として伊豆を紹介し、その1つとして「まぼろし博覧会」を取り上げた。
テレビ番組では、テレビ朝日の情報バラエティ番組『お願い!ランキング』の2015年4月30日放送において、インターネット投稿などから怪しいと噂される店を出演者たちが選び出し、特に気になった店に潜入取材する企画「お願い! クラシック 怪しいお店 衝撃度ランキング」において、第2位に選ばれた。
日本テレビのバラエティ番組『嵐にしやがれ』の2016年11月25日放送分では、きゃりーぱみゅぱみゅが「経済効果の女王」という立ち位置から絶賛したことで、若者たちの人気が向上した。
これらの他にも、フジテレビのドキュメントバラエティ『クリエイター創出ドキュメント ムチャブリ! スタンパー』、日本テレビのバラエティ番組『有吉ゼミ』、テレビ東京のバラエティ『ザ・おちゃめハンター 〜地方に残る愛すべきスポット達〜』、特別番組『タカトシの日本ゆるツボスポット』などでも紹介された。
また、2022年1月7日に放送された、NHK総合テレビの「ドキュメント72時間」が、「ゆめまぼろしのテーマパークへようこそ」と題して、一回の放送全体がこのスポットをとりあげた回として放送された。同2022年7月、 テレビ東京の「日本シン人種図鑑」でも取り上げられ、タレントのあのがここへ訪れた際、鵜野義嗣の扮する「セーラちゃん」に会って「怖くて走って逃げた」と、トラウマとしての体験談を話した。
ネットでは、2021年11月3日にライブストリーミング・スタジオDOMMUNEの番組「都築響一のスナック芸術丸」で特集が配信された。司会は都築響一、ゲストとしてセーラちゃんとサポート･クルーが出演し、村上賢司による映像記録が2時間ノンストップ上映された。